# Saragossa-Eröffnung
|   | a | b | c | d | e | f | g | h |   |
| 8 |   |   |   |   |   |   |   |   | 8 |
| 7 |   |   |   |   |   |   |   |   | 7 |
| 6 |   |   |   |   |   |   |   |   | 6 |
| 5 |   |   |   |   |   |   |   |   | 5 |
| 4 |   |   |   |   |   |   |   |   | 4 |
| 3 |   |   |   |   |   |   |   |   | 3 |
| 2 |   |   |   |   |   |   |   |   | 2 |
| 1 |   |   |   |   |   |   |   |   | 1 |
|   | a | b | c | d | e | f | g | h |   |

Die Saragossa-Eröffnung nach 1. c2–c3
Die Saragossa-Eröffnung ist eine Eröffnung des Schachspiels und entsteht nach dem ersten weißen Zug 
1. c2–c3
Sie zählt zu den Geschlossenen Spielen und wird in den ECO-Codes unter dem Schlüssel A00 als „Unregelmäßige Eröffnung“ klassifiziert. 
Sie ist nach der spanischen Stadt Saragossa benannt. 1922 wurde ein Thematurnier zur Eröffnung 1. c2–c3 in Mannheim mit drei Teilnehmern, Siegbert Tarrasch, Paul Leonhardt und Jacques Mieses, organisiert. Tarrasch gewann das Turnier. 

## Eröffnungsideen
1. c2–c3 ist zunächst ein ambitionsloser Zug, er öffnet die Diagonale d1–a4 für die Dame, aber er übt nur geringe Wirkung auf das Zentrum aus, nämlich nur auf das Feld d4. Außerdem hat der Bauer auf c3 den Nachteil, dass er dem Springer sein natürliches Feld c3 nimmt. Die Saragossa-Eröffnung kann sich zur Caro-Kann-Verteidigung oder Slawischen Verteidigung mit einem Mehrtempo für Weiß entwickeln, was die ohnehin schon soliden Verteidigungen weiter verstärkt. 
Schwarz hat eine Vielzahl an Antwortmöglichkeiten, die natürlichen sind 1. … d7–d5, 1. … e7–e5 und 1. … Sg8–f6. 
|   | a | b | c | d | e | f | g | h |   |
| 8 |   |   |   |   |   |   |   |   | 8 |
| 7 |   |   |   |   |   |   |   |   | 7 |
| 6 |   |   |   |   |   |   |   |   | 6 |
| 5 |   |   |   |   |   |   |   |   | 5 |
| 4 |   |   |   |   |   |   |   |   | 4 |
| 3 |   |   |   |   |   |   |   |   | 3 |
| 2 |   |   |   |   |   |   |   |   | 2 |
| 1 |   |   |   |   |   |   |   |   | 1 |
|   | a | b | c | d | e | f | g | h |   |

Stellung nach 9. Lc1–b2
Durch Zugumstellung können Stellungsbilder des Damenbauernspiels bzw. des Colle-Systems entstehen. Nach 1. … e7–e5 kann Weiß mit 2. Sg1–f3 in die Aljechin-Verteidigung mit vertauschten Farben übergehen, in der der Zug c3 (analog c6) in das Eröffnungssystem passt. 
Nicht ungefährlich für Schwarz, nach 1. … d7–d5 2. d2–d4, ist der Zug c7–c5?!, wonach die Slawische Verteidigung mit vertauschten Farben und Mehrtempo für Weiß erreicht ist. Mit 3. d4xc5 kann Weiß den Gambitbauern schlagen und versuchen ihn nach beispielsweise 3. … e7–e6 mit 4. b2–b4 zu behaupten. 
Der tschechische Großmeister Vlastimil Hort, der häufiger mit 1. c2–c3 oder nach 1. d2–d4 d7–d5 2. c2–c3 eröffnet hat, lieferte 1976 in Novi Sad gegen Dragoljub Velimirović die Stammpartie einer interessanten Variante: 1. d2–d4 c7–c5 2. c2–c3 d7–d5 3. d4xc5 e7–e6 4. b2–b4 a7–a5 5. a2–a3 b7–b6 6. c5xb6 a5xb4 7. c3xb4 Lf8xb4+ 8. a3xb4 Ta8xa1 9. Lc1–b2 (siehe Diagramm). Da der Ta1 und g7 bedroht sind, muss Schwarz die Qualität auf b1 zurückopfern. Weiß verbleibt mit einem entfernten Freibauern und dem Läuferpaar und steht besser, Hort gewann nach 29 Zügen.